# Photosynth
Photosynth (do inglês, sincronia de fotos) é uma tecnologia da Microsoft desenvolvida, em parceria com a Universidade de Washington, que analisa fotografias digitais e a partir delas gera um imagem tridimensional de uma cena e uma nuvem de pontos. Os componentes de reconhecimento comparam partes das imagens para criar pontos, que são analisados para transformar a imagem em um modelo navegável. Os usuários podem ver e criar seus próprios modelos usando um software disponível para download no site do Photosynth.

## Funções
- Navegar na cena para ver a foto de qualquer ângulo;
- Aproximar e distanciar em uma foto;
- Ver os locais onde as fotos foram tiradas;
- Achar fotos semelhantes no momento da visualização da foto corrente;
- Enviar imagens.

## História
A Microsoft lançou uma previsão gratuita para testes em 9 de novembro de 2006. Os usuários podiam ver modelos criados pela empresa ou pela BBC, mas não criar modelos no momento. A Microsoft começou a trabalhar com a NASA em 6 de agosto de 2007, permitindo aos usuários visualizar a tecnologia Photosynth mostrando o Ônibus Espacial Endeavour. Em 20 de agosto de 2007, uma amostra do casco do Endeavour durante uma cambalhota para trás (backflip) foi disponibilizada para ser vista.
Em 20 de agosto de 2008, a Microsoft lançou oficialmente o Photosynth para o público, permitindo aos usuários o carregamento de suas próprias imagens para gerar seus próprios modelos Photosynth.

## Processo
A tecnologia Photosynth funciona em dois passos. O primeiro passo é a análise das imagens tiradas da mesma área. Cada fotografia é processada usando um algoritmo de detecção de pontos.
Já o segundo passo, envolve um exibição inteligente pela nuvem de pontos 3D. Isso é feito com o programa visualizador Photosynth. O visualizador fica instalado em um computador comum e mantém uma conexão com o servidor que armazena as imagens originais. Isso permite a um usuário, dentre outras coisas, ver qualquer fotografia em suas situações originais.
O software Photosynth D3D só está disponível para os sistemas operacionais Windows Vista e XP. A equipe recentemente lançou uma versão Silverlight do visualizador: Silverlight Viewer[ligação inativa].